# Угон самолёта в Афганистане 17 августа 2021 года
Угон украинского самолёта в Афганистане произошёл 17 августа 2021 года. Изначально сообщалось, что самолёт был угнан неизвестными в Иран. В дальнейшем, выяснилось, что самолёт был использован для перевозки неизвестных пассажиров, действительно, в Иран, — при этом украинские граждане остались в Афганистане.
Высокопоставленные источники в МИД Украины сперва сообщили о происшествии; затем стали опровергать  себя же.

## Последовательность событий
Самолёт совершал рейс для эвакуации украинских граждан из Афганистана.
Инцидент произошёл 17 августа 2021 года. Заместитель министра иностранных дел Украины Евгений Енин рассказал о нём только 24 августа:
«Наш самолёт захватили другие люди. В (минувший — ред.) вторник у нас фактически украли самолёт — он вылетел в Иран с неизвестной группой пассажиров на борту вместо того, чтобы вывезти украинцев», — рассказал Енин «Громадське радио» (Общественное радио), однако не уточнил, чем закончился инцидент.
Позднее появилось диаметрально противоположное сообщение о событии; точнее, — о его отсутствии:
Информация о захвате украинского самолёта в столице Афганистана является недостоверной,
 — сообщил официальный представитель МИД Украины Олег Николенко. 
Все самолёты, которые привлекала Украины для эвакуации граждан, вернулись в страну,
 — отметил он.
«Захваченных украинских самолётов в Кабуле или где-либо ещё нет. Информация о „захваченном самолёте“, которую тиражируют некоторые СМИ, не соответствует действительности»,
— сказал О. Николенко «РБК-Украина».

В дальнейшем, появилась информация, согласно которой: 
«Угнанный» украинский самолёт выкупили богатые беженцы
«Страна.ua»: угнанный украинский самолёт выкупили богатые беженцы-шииты для полёта в Иран.
 — об этом сообщает источник издания «Страна.ua».

По данным издания, покупателями оказались шииты-хазарейцы. 
Они заплатили экипажу самолёта «валютой, золотом и драгоценными камнями». По информации от источников в авиационных кругах, другие афганские беженцы-бизнесмены также выкупают места на украинские рейсы за большие суммы денег.
При этом приоритетной задачей бортов, направленных Киевом в Афганистан, является эвакуация граждан Украины. Средства, которые, по данным издания, получают экипажи бортов, «идут мимо официальной кассы».

### Сопутствующие события
Ещё трижды предпринимались попытки осуществить эвакуацию украинских граждан из Афганистана. Однако, ни один из рейсов не увенчался успехом: 
«Наши следующие три попытки по эвакуации граждан тоже не были успешными, поскольку нашим пассажирам не удавалось попасть на территорию аэропорта», — добавил замглавы МИД Украины.
Сейчас аэропорт Кабула контролируют войска США, используя его для вывоза американских граждан из Афганистана, а также их союзников из числа местных жителей. Также в аэропорту присутствуют войска других стран НАТО. В результате давки и конфликтов с использованием огнестрельного оружия в аэропорту Кабула за время эвакуации погибли более 20 человек.

Генерал Стивен Лайонс, глава Транспортного командования ВС США, заявил, что 
…для самолётов, садящихся и взлетающих в аэропорту Кабула, сохраняется угроза,
 — передаёт РИА Новости. По словам генерала Лайонса, 
…в Пентагоне уверены в «значительной угрозе» для самолётов в Кабуле.
 При этом генерал отказался назвать какие-либо подробности, объяснив, что 
…на это существуют веские причины.

## Оценки достоверности
- Евгений Енин: замглавы МИД Украины; информация от него — информация от второго лица МИД Украины: от персоны, принимающей решения на уровне государства.
- Олег Николенко — пресс-секретарь[9] министерства иностранных дел Украины.

Ни в одном из СМИ не сообщаются: ни тип самолёта, ни бортовой номер, ни номер рейса, ни время посадки и взлёта; не предоставляются треки от Flightradar24 (или аналогичных, в том числе, государственных сервисов).

## Международная реакция

### Заявления официальных лиц
Представитель Управления гражданской авиации Ирана Мохаммад Хасан Зибахш опроверг информацию о якобы захвате украинского самолёта в Кабуле, заявив, что воздушное судно после дозаправки в иранском аэропорту вылетело в Киев.
Пресс-секретарь Министерства иностранных дел Олег Николенко во вторник, 24 августа, в комментарии Укринформу заявил, что распространяемая в средствах массовой информация о якобы захвате украинского самолёта в Кабуле не соответствует действительности, все привлечённые к эвакуации украинцев самолёты вернулись домой.